# Амлаш (шагрестан)
Амлаш (перс. املش) — шагрестан в Ірані, в остані Ґілян. За даними перепису 2006 року, його населення становило 46108 осіб, які проживали у складі 13222 сімей.

## Бахші
До складу шагрестану входять такі бахші: 
- Ранкух
- Центральний